# 5514 Karelraška
5514 Karelraška eller 1989 BN1 är en asteroid i huvudbältet som upptäcktes den 29 januari 1989 av den tjeckiske astronomen Zdeňka Vávrová vid Kleť-observatoriet. Den är uppkallad efter den tjeckiska läkaren Karel Raška.
Asteroiden har en diameter på ungefär 5 kilometer.